# DSA-222
La DSA-222 es una carretera perteneciente a la Red Secundaria de la Diputación Provincial de Salamanca que une la  DSA-223  con la  SA-210 .
También pasa por las localidades de Herreros y Peña de Cabra.

## Origen y Destino
La carretera  DSA-222  que discurre íntegramente por el término municipal de Narros de Matalayegua, tiene su origen en la intersección con la carretera  DSA-223 , y termina en la intersección con la carretera  SA-210 , formando parte de la Red de carreteras de Salamanca.